# Miroslav Hasil
Miroslav Hasil (25. dubna 1929 Hrušky – 28. listopadu 1951) byl český politický vězeň, který v roce 1951 uprchnul z pracovního tábora a několik týdnů poté byl zastřelen na útěku.

## Život
Narodil se v roce 1929 v Hruškách. Základní vojenskou službu sloužil na Karlovarsku. Během svého života měl být odsouzen k trestu odnětí svobody za zpronevěru a za snahu o ilegální překročení státní hranice.

### Útěk z pracovního tábora
Dne 15. října 1951 byl jedním ze členů skupiny, které se podařilo uprchnout z pracovního tábora v Jáchymově. Sám se přitom podílel na prvotním odzbrojení jednoho z dozorců a posléze také mistra. Jeden z uprchlíků však poté jednoho dozorce smrtelně zranil. Sám Hasil poté skupinu vedl lesy. Několik uprchlíků ze skupiny bylo krátce po útěku zastřeleno na útěku, další byli brzy dopadeni. Hasilovi se podařilo od útěku skrývat téměř šest týdnů, přičemž úspěšně odešel za svou rodinou do Dolních Bojanovic na Slovácku. Státní bezpečností byl ovšem vypátrán poté, co se 27. listopadu 1951 účastnil místní taneční zábavy. Dne 28. listopadu 1951 byl poté příslušníky StB obklíčen, přičemž byl buď zastřelen, nebo, s vyšší pravděpodobností, postřelen a následně spáchal sebevraždu. Pohřben byl o dva dny později v Hruškách. V roce 1997 byla k uctění jeho památky instalována v Horním Slavkově pamětní deska.